# Podnebí Dubaje

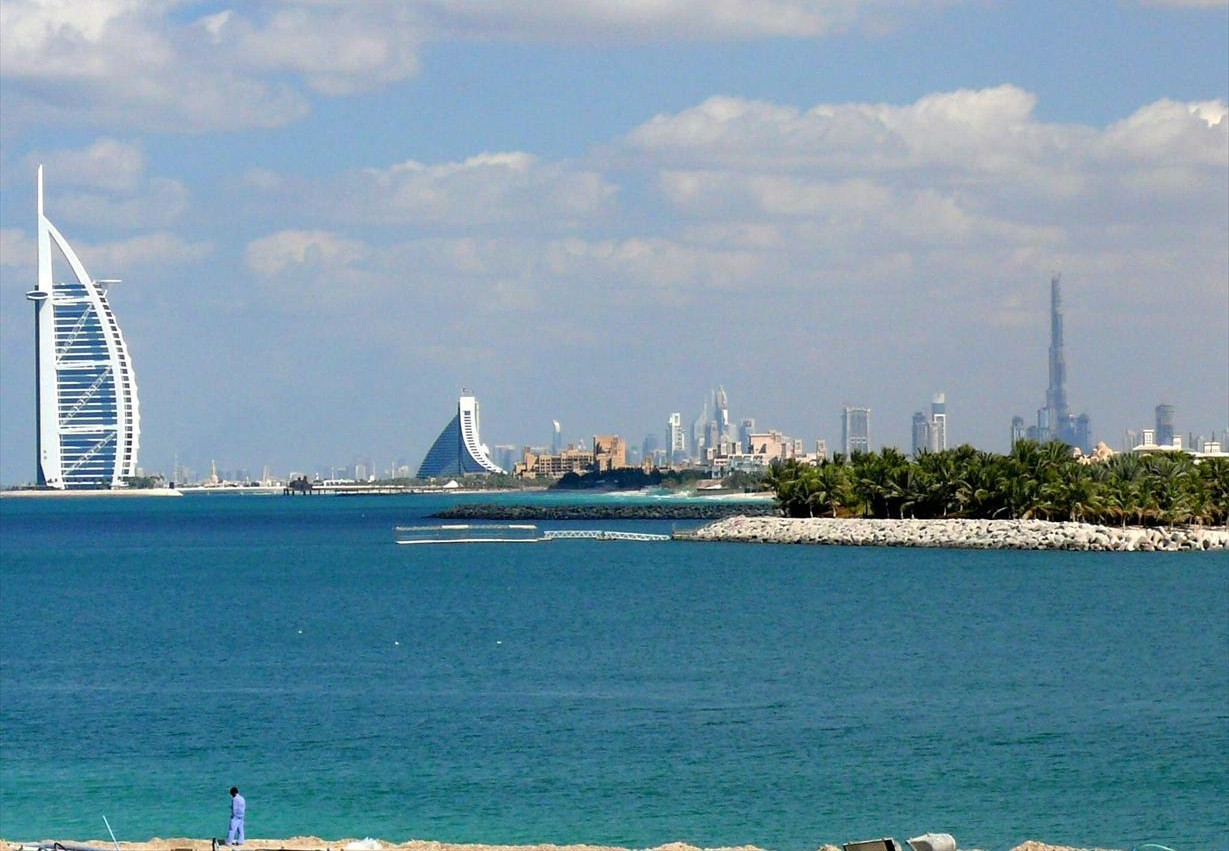
Zatažená zimní obloha v Dubaji

Podnebí v Dubaji je aridní, se dvěma ročními obdobími – létem a zimou. Léto v Dubaji začíná zhruba první týden v dubnu a končí začátkem října. Jsou pro něj charakteristické vysoké teploty, teplý vítr a vysoká vlhkost. Kvůli pobřežní poloze města jsou zde teploty mírnější, než v jiných městech Perského zálivu, jako například v Kuvajtu či Rijádu, nicméně to zároveň znamená vyšší vlhkost, která může činit počasí velmi nepříjemným. Srážky jsou v létě vzácné, ale vítr způsobuje časté prachové bouře. Denní teploty běžně přesahují 38 °C a i v noci jsou poměrně vysoké (26 °C). Zima v Dubaji začíná zhruba poslední týden v říjnu a trvá do začátku dubna. V zimě je počasí v Dubaji nejpříjemnější, a tedy nejvhodnější pro venkovní aktivity. V tomto ročním období je ve městě nejvíce srážek, ojedinělé nejsou ani silné bouřky, doprovázené silným severozápadním větrem a nízkými teplotami. Nejvyšší průměrná denní teplota je asi 22 °C, noční minima se pohybují okolo 12 °C. Množství srážek se v několika uplynulých desetiletích zvýšilo na přibližně 130 mm ročně.
V Dubaji je poměrně výrazný vliv městského tepelného ostrova. V zimě například klesá teplota na předměstích až na 5 °C, zatímco v centru se drží okolo 9 °C. Efekt je dobře patrný také při porovnání meteorologických dat ze dvou dubajských letišť – Mezinárodní letiště Dubaj a Dubai World Central. Nejvyšší zaznamenaná teplota v Dubaji je 48,2 °C (z roku 1996), nejnižší zaznamenaná teplota je 1 °C.

## Data o podnebí
| Dubaj – podnebí                                                         | Dubaj – podnebí | Dubaj – podnebí | Dubaj – podnebí | Dubaj – podnebí | Dubaj – podnebí | Dubaj – podnebí | Dubaj – podnebí | Dubaj – podnebí | Dubaj – podnebí | Dubaj – podnebí | Dubaj – podnebí | Dubaj – podnebí | Dubaj – podnebí |
| Období                                                                  | leden           | únor            | březen          | duben           | květen          | červen          | červenec        | srpen           | září            | říjen           | listopad        | prosinec        | rok             |
| ----------------------------------------------------------------------- | --------------- | --------------- | --------------- | --------------- | --------------- | --------------- | --------------- | --------------- | --------------- | --------------- | --------------- | --------------- | --------------- |
| Nejvyšší teplota [°C]                                                   | 31,6            | 37,5            | 41,3            | 43,5            | 47,0            | 46,7            | 49,0            | 48,7            | 45,1            | 42,0            | 41,0            | 35,5            | 49,0            |
| Průměrné denní maximum [°C]                                             | 23,9            | 25,4            | 28,3            | 33,0            | 37,7            | 39,5            | 40,9            | 41,3            | 38,9            | 35,4            | 30,6            | 26,2            | 33,4            |
| Průměrná teplota [°C]                                                   | 19,1            | 20,5            | 23,0            | 27,0            | 31,4            | 33,4            | 35,5            | 35,9            | 33,3            | 29,8            | 25,4            | 21,2            | 28,0            |
| Průměrné denní minimum [°C]                                             | 14,3            | 15,5            | 17,7            | 21,0            | 25,1            | 27,3            | 30,0            | 30,4            | 27,7            | 24,1            | 20,1            | 16,3            | 22,5            |
| Nejnižší teplota [°C]                                                   | 1,5             | 6,9             | 9,0             | 13,4            | 15,1            | 18,2            | 20,4            | 23,1            | 16,5            | 15,0            | 11,8            | 8,2             | 1,5             |
| Průměrné srážky [mm]                                                    | 18,8            | 25,0            | 22,1            | 7,2             | 0,4             | 0,2             | 0,8             | 0,2             | 0,0             | 1,1             | 2,7             | 16,2            | 94,7            |
| Dní s deštěm                                                            | 5,5             | 4,7             | 5,8             | 2,6             | 0,3             | 0,2             | 0,5             | 0,5             | 0,1             | 0,2             | 1,3             | 3,8             | 25,5            |
| Zdroj 1: Dubai Meteorological Office Zdroj 2: climatebase.ru (extremes) |                 |                 |                 |                 |                 |                 |                 |                 |                 |                 |                 |                 |                 |

| Doplňující data o podnebí v Dubaji        | Doplňující data o podnebí v Dubaji | Doplňující data o podnebí v Dubaji | Doplňující data o podnebí v Dubaji | Doplňující data o podnebí v Dubaji | Doplňující data o podnebí v Dubaji | Doplňující data o podnebí v Dubaji | Doplňující data o podnebí v Dubaji | Doplňující data o podnebí v Dubaji | Doplňující data o podnebí v Dubaji | Doplňující data o podnebí v Dubaji | Doplňující data o podnebí v Dubaji | Doplňující data o podnebí v Dubaji | Doplňující data o podnebí v Dubaji |
| Měsíc                                     | Led                                | Úno                                | Bře                                | Dub                                | Kvě                                | Čvn                                | Čvc                                | Srp                                | Zář                                | Říj                                | Lis                                | Pro                                | Rok                                |
| ----------------------------------------- | ---------------------------------- | ---------------------------------- | ---------------------------------- | ---------------------------------- | ---------------------------------- | ---------------------------------- | ---------------------------------- | ---------------------------------- | ---------------------------------- | ---------------------------------- | ---------------------------------- | ---------------------------------- | ---------------------------------- |
| Průměrná teplota vody [°C]                | 20.9                               | 20.6                               | 22.3                               | 25.0                               | 28.5                               | 31.2                               | 32.2                               | 32.8                               | 31.9                               | 29.7                               | 27.1                               | 23.3                               | 27.1                               |
| Průměrný UV index                         | 6                                  | 8                                  | 10                                 | 11+                                | 11+                                | 11+                                | 11+                                | 11+                                | 11                                 | 8                                  | 6                                  | 5                                  | 9.1                                |
| Zdroje: seatemperature.org, Weather Atlas |                                    |                                    |                                    |                                    |                                    |                                    |                                    |                                    |                                    |                                    |                                    |                                    |                                    |

## Sezónní klima
Protože Dubaj leží blízko obratníku Raka, je zde teplé a slunečné podnebí. V zimě dosahuje průměrná denní teplota přibližně 25 °C. Noci jsou relativně chladné po celý rok, v zimě na pobřeží dosahují noční teploty asi 12 až 15 °C, v poušti jen 5 °C. Při pobřeží je poměrně vysoká vlhkost, okolo 50–60 %. V létě je v Dubaji horko a vlhko, denní teploty přesahují 45 °C a teplota vody je přes 37 °C. Srážek je poměrně málo a většinou trvají jen krátce. Nejdeštivějším měsícem je únor, kdy naprší v průměru 35 mm srážek. Naopak v červnu je počasí extrémně suché a téměř beze srážek.